# Johann Joseph Vilsmayr
Johann Joseph Vilsmayr (* 1663; † 11. Juli 1722 in Salzburg) war ein österreichischer Violinist und Komponist. 

## Leben
Seit dem 1. September 1689 war Vilsmayr Violinist in der Hofkapelle in Salzburg. Hier wurde er mit Sicherheit ein Schüler des Kapellmeisters Heinrich Ignaz Franz Biber. Der Erfolg seines Könnens lässt sich an den Erhöhungen seines Salärs in den Büchern des Fürstbistums nachlesen. Bekam er anfangs monatlich lediglich 6 Gulden sowie Brot und Wein, waren es 1697 bereits 25 Gulden und er wird als Kammerdiener in den Büchern geführt. 
Lediglich ein gedrucktes Werk ist bis heute bekannt, der ARTIFICIOSUS CONCENTUS PRO CAMERA, distributus in Sex Partes, seu Partias à Violino Solo Con Basso bellè imitate erschienen in Salzburg 1715. Lange wurde vermutet, dass Con Basso bellè imitate sich auf eine verschollene Bassstimme bezog. Erst Ende der 1990er Jahre gelangte eine britische Musikhistorikerin überzeugend zu der Auffassung, dass es sich um 6 Solosonaten für Violine handeln muss, in denen zum Teil die zur damaligen Zeit gebräuchliche und beliebte Skordatur (die Verstimmung einzelner Saiten) eingesetzt wird.